# Dryopteris flemingii
Dryopteris flemingii är en träjonväxtart som först beskrevs av och senare fick sitt nu gällande namn av Christopher Roy Fraser-Jenkins.
Dryopteris flemingii ingår i släktet Dryopteris och familjen Dryopteridaceae. Inga underarter finns listade.